# Eufalconimorphae
Eufalconimorphae es un clado de aves, el cual consiste en los Passeriformes, Psittaciformes (loros) y Falconidae (halcones y caracaras), siendo el nombre acuñado por Suh et al. (2011).